# Jackie Wilson

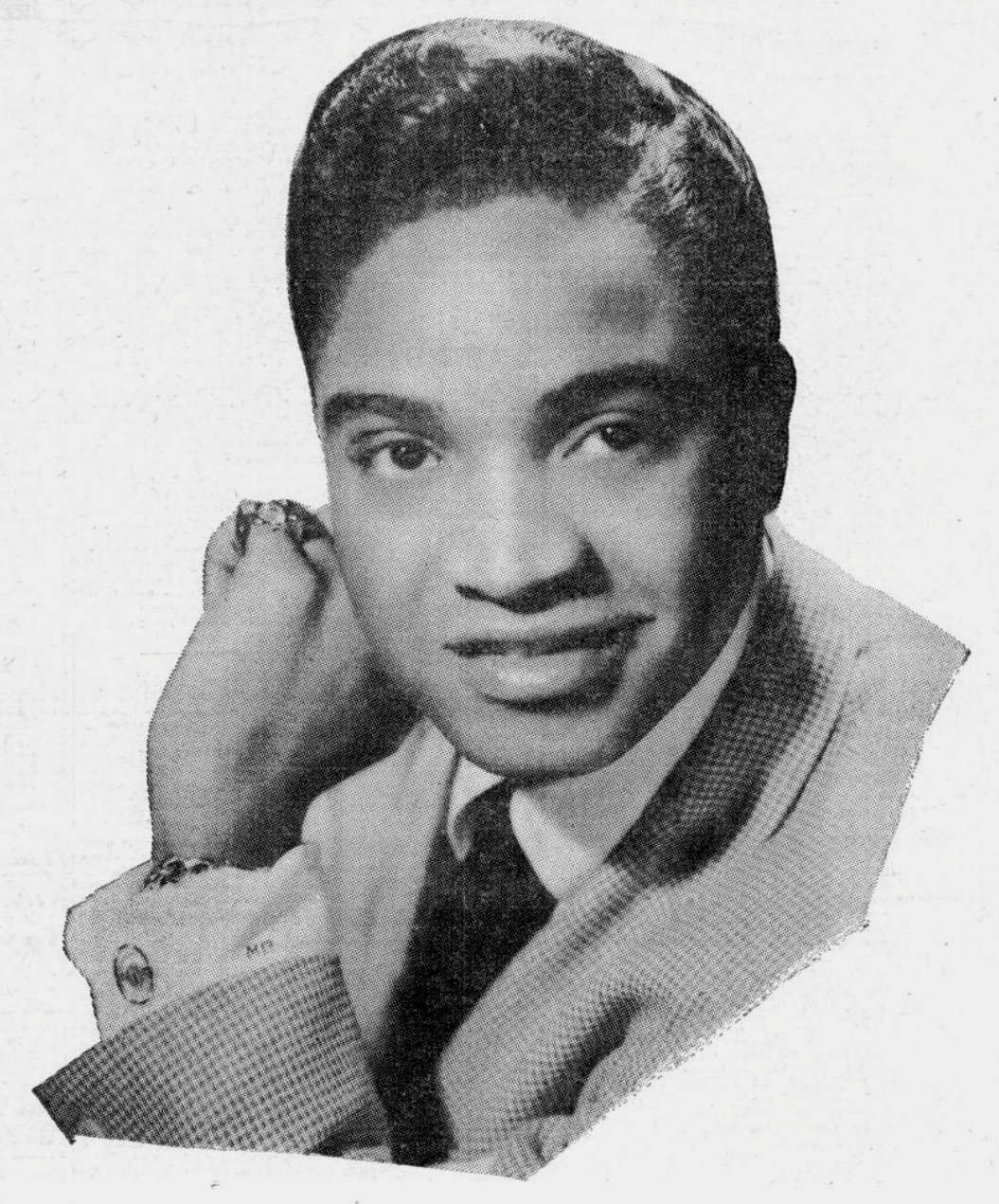
Jackie Wilson (1961)

Jackie Wilson (* 9. Juni 1934 in Detroit, Michigan; † 21. Januar 1984 in Mount Holly, New Jersey) war ein US-amerikanischer Rhythm-and-Blues- und Soul-Sänger der 1950er und 1960er Jahre.

## Leben
Bereits in jungen Jahren erhielt er eine hohe Auszeichnung für Amateurboxer und wollte diese Karriere fortsetzen, doch seine Mutter überzeugte ihn von seinem Gesangstalent und stimmte ihn schließlich um. Nach einer kurzen Zeit bei den „Ready Gospel Singers“ schloss er sich den „Thrillers“ an, wo er Hank Ballard kennenlernte. Als Wilson 1951 an einem Talentwettbewerb teilnahm, wurde Johnny Otis auf ihn aufmerksam. In der Folge nahm er unter der Leitung von Billy Ward zwei Lieder als „Sonny Wilson“ für das Label Dee Gee Records auf und ersetzte 1953 sein Vorbild Clyde McPhatter, der zu den Drifters wechselte, bei Billy Ward and The Dominoes. Bei denen blieb er jedoch nicht lange. 1956 unterschrieb er einen Vertrag bei Brunswick Records. In den Folgejahren hatte er einige Hits, die größtenteils Berry Gordy geschrieben hatte; der bekannteste war Reet Petite aus dem Jahr 1957. Bei Balladen wie To Be Loved bewies Wilson außerdem Talent als Crooner.
Etwas später lernte Wilson Alan Freed kennen, bei dessen Weihnachts-Rock-’n’-Roll-Konzert er mitwirkte. Er sang auch den Song You Better Know It in Freeds Film Go Johnny Go. Wilsons Live-Auftritte erinnerten an die James Browns: Er spielte mit seiner Stimme, sang sanft und leise und kreischte dann wieder in hohen Tönen. Auf dem Album Doggin’ Around von 1960 ist ein solcher Auftritt zu hören. Mitte der sechziger Jahre begann seine Karriere zu leiden, die eine kurze Wiederbelebung hatte, als er mit Carl Davis zusammenarbeitete, einem bekannten Chicagoer Musikproduzenten. Der Zusammenarbeit entsprangen zwei Hits, Whispers und Higher and Higher. Higher and Higher wurde 1999 in die Grammy Hall of Fame aufgenommen.
Am 15. Februar 1961 wurde Wilson in einem Hotel in New York City von Juanita Jones, einer ehemaligen Geliebten, bei einem Eifersuchtsdrama durch eine Kugel schwer verletzt. Als er in Begleitung einer neuen Geliebten, Sam Cookes Ex-Freundin Harlean Harris, vor seinem Hotelzimmer auftauchte, streckten die Schüsse ihn nieder. Die offizielle Version des Managements besagte, dass ein eifersüchtiger Fan damit gedroht hätte, sich zu erschießen und Wilson bei dem Versuch, den vermeintlichen Fan von der Tat abzuhalten, angeschossen wurde. Er musste sechs Wochen im Krankenhaus bleiben. Die Kugel blieb im Körper, es bestand aber keine Gefahr mehr für sein Leben. 1965 ließ Wilson sich von seiner damaligen Frau scheiden und heiratete Harlean Harris, mit der er zeitlebens zusammenblieb.
In den frühen 1970er Jahren erfolgte noch einmal eine kurze Hitwelle, doch sein Zenit war überschritten. Wilson beteiligte sich nun vorwiegend an Oldie-Revival-Touren. Bei einem dieser Auftritte, mit einer Revival-Band von Dick Clark, erlitt er am 29. September 1975 einen Herzinfarkt. Als Folge seines Sturzes bei diesem Anfall – er fiel mit dem Kopf zuerst von der Bühne – lag er bis zu seinem Tod im Koma. Er starb am 21. Januar 1984 im Alter von 49 Jahren in Mount Holly und wurde in Detroit beigesetzt. In dem Anfang 1985 veröffentlichten Titel Nightshift ehrten The Commodores Wilson mit der zweiten Strophe ihres Hits. Postum erreichte Jackie Wilsons Version von Reet Petite Ende 1986 noch einmal die Spitze der britischen Single-Charts und war der Weihnachts-Nummer-eins-Hit. 1987 wurde Wilson in die Rock and Roll Hall of Fame aufgenommen.
Der Rolling Stone listete Wilson 2008 auf Rang 69 der 100 größten Musiker sowie auf Rang 26 der 100 größten Sänger aller Zeiten. 35 Jahre nach seinem Tod wurde Wilson am 4. September 2019 postum mit einem Stern auf dem Hollywood Walk of Fame geehrt. Als Gastredner war u. a. der Sänger Smokey Robinson anwesend.

## Diskografie
Studioalben

| Jahr | Titel                                 | Höchstplatzierung, Gesamtwochen, AuszeichnungChartplatzierungen (Jahr, Titel, Platzierungen, Wochen, Auszeichnungen, Anmerkungen) | Höchstplatzierung, Gesamtwochen, AuszeichnungChartplatzierungen (Jahr, Titel, Platzierungen, Wochen, Auszeichnungen, Anmerkungen) | Anmerkungen                                                                          |
| Jahr | Titel                                 | US | R&B | Anmerkungen                                                                          |
| ---- | ------------------------------------- | --- | --- | ------------------------------------------------------------------------------------ |
| 1962 | Jackie Wilson at the Copa             | US137 (2 Wo.)US | — | Erstveröffentlichung: 1962 Produzent: Nat Tarnopol                                   |
| 1963 | Baby Workout                          | US36 (21 Wo.)US | — | Erstveröffentlichung: Juli 1963 Produzent: Nat Tarnopol                              |
| 1963 | Merry Christmas from Jackie Wilson    | US6 (? Wo.)US | — | Erstveröffentlichung: 1963 Produzent: Nat Tarnopol                                   |
| 1966 | Whispers                              | US108 (7 Wo.)US | R&B15 (10 Wo.)R&B | Erstveröffentlichung: Dezember 1966 Produzent: Carl Davis                            |
| 1967 | Higher and Higher                     | US163 (4 Wo.)US | R&B28 (3 Wo.)R&B | Erstveröffentlichung: November 1967 Produzent: Carl Davis                            |
| 1968 | Manufacturers of Soul / Too Much (UK) | US195 (3 Wo.)US | R&B18 (5 Wo.)R&B | Erstveröffentlichung: Mai 1968 mit Count Basie Produzenten: Nat Tarnopol, Teddy Reig |
| 1970 | Do Your Thing                         | — | R&B50 (2 Wo.)R&B | Erstveröffentlichung: Dezember 1969 Produzenten: Carl Davis, Eugene Record           |

grau schraffiert: keine Chartdaten aus diesem Jahr verfügbar

### Musikbeispiele
- Jackie Wilson: Higher and Higher auf YouTube
- Jackie Wilson: No Pity (In The Naked City) auf YouTube
- Jackie Wilson: Reet Petite auf YouTube
- Van Morrison: Jackie Wilson Said (I'm in Heaven When You Smile) auf YouTube